# Bennet Hundt
Bennet Hundt, (Berlín, Alemania, 20 de agosto de 1998) es un jugador de baloncesto alemán que forma parte de la plantilla de Grupo Alega Cantabria de la Liga LEB Oro. Con 1.80 metros de estatura, juega en la posición de base. Es internacional con la Selección de baloncesto de Alemania.

## Trayectoria
Hundt creció en Berlín y se formó en las categorías inferiores del TuS Lichterfelde, compitiendo en la Jugend Basketball Bundesliga, la liga alemana sub-16. 
En la temporada 2014-15, se marchó a Estados Unidos para formar parte del Dalton High School en Dalton, Georgia, donde fue estudiante de intercambio. Después de un año, Hundt firmó un contrato por Alba Berlín de cuatro temporadas y dividió todo el período de tiempo  entre el club de la Basketball Bundesliga (BBL) y la EuroCup, y su equipo afiliado ProB, el SSV Lokomotive Bernau de la ProB, la tercera división de su país.
El 25 de junio de 2019, Hundt firmó un contrato de un año con BG Göttingen de la Basketball Bundesliga.
El 10 de julio de 2020, Hundt firmó un contrato de un año con Brose Bamberg de la Basketball Bundesliga.
El 2 de junio de 2021, fichó por el EWE Baskets Oldenburg de la Basketball Bundesliga.
El 9 de enero de 2023, firmó por el MLP Academics Heidelberg de la Basketball Bundesliga.
El 13 de julio de 2024, firma por el firma por el Grupo Alega Cantabria de la Liga LEB Oro.

### Internacional
Hundt representó a Alemania en varios torneos internacionales en categorías inferiores. En 2014, promedió 3,2 puntos y 1,7 asistencias por partido en el Campeonato Europeo FIBA U16. 
En 2018, logró una medalla de bronce en el Campeonato de Europa FIBA U20 de 2018 en Chemnitz. 
En febrero de 2020, Hundt hizo su debut con la Selección de baloncesto de Alemania en la fase de clasificación para el EuroBasket.

## Enlades esternos
- Ficha de Bennet Hundt en RealGM.com
- Estadísticas de Bennet Hundt en Basketball-Reference.com

- Datos: Q41885114